# Baizuo
Baizuo (chinesisch 白左, Pinyin báizuǒ – „weiße Linke“) ist ein chinesisches Spottwort für westliche Menschen, das in etwa dem Begriff Gutmensch entspricht.

## Entstehung und Verwendung
Im Mai 2017 berichtete die Politologin Chenchen Zhang auf der Medienplattform openDemocracy von einer zunehmenden Popularität des Ausdrucks Baizuo als Verunglimpfung unter chinesischen Netizens. Der Begriff sei etwa 2015 aufgetaucht und schnell zu einem der beliebtesten Schlagworte zur Herabsetzung von Gegnern in Online-Diskussionen geworden. Nach der bekannten Frage- und Antwort-Webseite Zhihu bezeichnet er Personen, die sich nur für Themen wie Einwanderung, Minderheiten, LGBT und Umwelt interessierten und keine Ahnung von Problemen der realen Welt hätten, und scheinheilige Humanitaristen, die für Frieden und Gleichheit einträten, nur um ihr eigenes Gefühl moralischer Überlegenheit zu befriedigen. Diese seien so sehr von politischer Korrektheit besessen, dass sie dem Multikulturalismus zuliebe rückwärtsgewandte islamische Werte tolerierten, und glaubten an den Wohlfahrtsstaat, der nur Faulenzer und Trittbrettfahrer begünstige. Sie seien ignorante und arrogante Westler, die den Rest der Welt bedauerten und sich für Retter hielten. Diese Angriffe auf die „weiße Linke“ seien erstaunlich, da Probleme wie Einwanderung, Multikulturalismus, Minderheitenrechte oder positive Diskriminierung, mit denen westliche Konservative sich auseinandersetzten, in der chinesischen Gesellschaft weitgehend unbekannt seien. So beziehe man sich dabei, abgesehen von gelegentlichen Vorwürfen gegen chinesische Muslime, zumeist auf Ereignisse in der westlichen Welt.
Der Begriff sei erstmals im Rahmen der Flüchtlingskrise in Europa ab 2015 bedeutsam und Bundeskanzlerin Angela Merkel als erste westliche Politikerin wegen ihrer Politik der offenen Grenzen als Baizuo bezeichnet worden. Ungarn sei dagegen wegen seiner harten Linie gelobt worden. Man habe diesen und andere ähnliche Begriffe auch auf J. K. Rowling und Emma Watson angewendet, und auf freiwillige Helfer, Sozialarbeiter und einfache Bürger, die in Europa oder China Sympathien für Flüchtlinge geäußert hätten. Während der Präsidentschaftswahl in den Vereinigten Staaten 2016 habe die Kritik am Baizuo noch an Bedeutung zugenommen. Online-Diskussionen zu Themen wie der Reform des Wohlfahrtsstaates, Affirmative Action oder Minderheitenrechte seien hinzugekommen, Hillary Clinton und Barack Obama zum Inbegriff der „weißen Linken“ und Donald Trump zum Helden geworden. Öffentliche Kritiker dieser Entwicklung wie der renommierte Neurobiologe und Intellektuelle Rao Yi seien von einer überwältigenden Mehrheit sogleich als typische Vertreter der „weißen Linken“ eingeordnet worden: Voreingenommen, elitär, ignorant gegenüber der sozialen Wirklichkeit und von Doppelmoral geprägt.
Die vorherrschende Feindseligkeit gegenüber den Baizuo in chinesischen sozialen Medien ist nach Ansicht Zhangs zum Teil interessengeleitet. Studierende und arbeitssuchende Chinesen in Europa fänden es unfair, dass sie selbst hart arbeiten müssten, um bleiben zu können, während Flüchtlinge einfach kommen und Asyl fordern könnten. Chinesen in den USA sähen sich durch die Affirmative Action benachteiligt und wollten nicht den Preis für Fehler weißer Amerikaner zahlen. Ideologische Faktoren kämen hinzu. So seien im postsozialistischen China rücksichtsloser Pragmatismus und Sozialdarwinismus verbreitet, nach dem jeder für sein Schicksal selbst verantwortlich und wirtschaftliche Ungleichheit als unvermeidlich hinzunehmen sei. Auch passe der Begriff zu dem Narrativ vom aufsteigenden China und dem untergehenden Europa. Unklar sei schließlich die Rolle, die die chinesische Regierung und ihre „Internet-Kommentatoren“ dabei spiele. Zumindest sei Kritik an demokratischen Werten wie Pluralismus, Toleranz und Solidarität eine der „sichersten“ kritischen Meinungen, die gewöhnliche Bürger im Netz äußern könnten.
Qu Qiuyan schrieb in der KP-nahen Global Times, der Begriff Baizuo sei der allgemeinen Verärgerung darüber zuzuschreiben, was man in China als Überlegenheitskomplex der westlichen liberaler Eliten und deren ideologische Agenda gegen China wahrnehme. Zhang Yi schrieb ebendort, der Baizuo-Diskurs im chinesischen Internet zeige die Unzufriedenheit chinesischer Netizens mit dem westlichen Ansatz, globale Probleme zu lösen.

## Rezeption außerhalb Chinas
Merics, das China-Institut der Stiftung Mercator, berichtete, dass chinesische Internet-Nutzer besonders nach dem Scheitern der Verhandlungen für eine Jamaika-Koalition nach der Bundestagswahl 2017 das Wort häufig in Bezug auf Angela Merkel verwendeten, seit die staatliche Nachrichtenagentur Xinhua nach dem Abbruch der Gespräche über „Merkels Ende und Deutschlands traurige Zukunft“ und der Staatssender China Central Television von einer fragilen Stabilität der sozialen Ordnung in Deutschland berichtet habe. Die Angriffe auf Merkel kämen nicht von chinesischen Medien, die in der Vergangenheit überwiegend positiv über sie berichtet hätten, sondern von Internet-Benutzern. Allerdings wies Merics darauf hin, Chinas Propaganda-Apparat sei „geübt darin, Nachrichten aus dem Ausland zu nutzen, um Kritik an liberalen Demokratien zu äußern und gleichzeitig für Chinas politisches System zu werben“.
Ansgar Graw schrieb bei WeltN24, der Begriff bezeichne laut Urban Dictionary „unwissende und arrogante Westler, die den Rest der Welt bemitleiden und sich für die Retter halten“ und richtet sich bei WeltN24 gegen „naive, gebildete Menschen“, die sich etwa für Flüchtlinge, Frieden und eine multikulturelle Gesellschaft einsetzten, um ihren eigenen Anspruch auf moralische Überlegenheit zu untermauern, und deren politischen Korrektheit so weit gehe, dem Multikulturalismus zuliebe den Einzug rückständiger islamischer Werte zu erlauben. Das Wort entspreche damit etwa dem Begriff Gutmensch. Auch derStandard.at kommentierte die Ausbreitung des Begriffs.
Simone Pieranni zog Parallelen zum italienischen Begriff des „radical chic“ und sah darin eine populistische Kritik an denen, die sich mehr mit Flüchtlingen und Rechten für die LGBTQ-Gemeinschaft als mit realen Problemen befassten. Das chinesische Bild erscheine jedoch komplexer. Da sich der Vorwurf Baizuo oft gegen „verwestlichte“ Chinesen richte, die westlichen Werten näher stünden und daher potentiell kritischer gegenüber China seien, sei er ein Reflex und vielleicht auch eine Art Kritik an einer im Entstehen begriffenen chinesischen Mittelschicht, die sich auf universelle Werte zuzubewegen scheine, die denen der westlichen Welt ähnelten.